# Caspar Jenny (Politiker)
Caspar Jenny (* 14. Juni 1812 in Ennenda; † 29. Februar 1860 ebenda) war ein Schweizer Politiker, Händler und Richter. Von 1848 bis 1859 gehörte er dem Nationalrat an.

## Biografie
Der Sohn eines Textilhändlers absolvierte die Kantonsschule in Chur, danach ein Privatinstitut in Neuchâtel. Beruflich war er als Kaufmann tätig, von 1839 bis 1842 als Appellationsreichter. Jenny gehörte ab 1842 dem Landrat an, ab 1845 amtierte er als Gemeindepräsident von Ennenda. Als Tagsatzungsabgesandter des Kantons Glarus gehörte er zu den entschiedenen Gegnern des Sonderbunds und befürwortete den Bundesstaat. 1847 war er als Präsident des Zentralkomitees wesentlich an der Organisation des Eidgenössischen Schützenfestes in Glarus beteiligt.
1848 folgte Jennys Wahl in die Glarner Kantonsregierung, wobei er bis 1857 das Amt des Landammanns und anschliessend jenes des Landesstatthalters innehatte. Ebenfalls 1848 gehörte er der Kommission zur Revision des Bundesvertrags an, die letztlich die erste Bundesverfassung schuf. Jenny kandidierte bei den Parlamentswahlen 1848 und wurde zum ersten Glarner Nationalrat gewählt. Im Parlament gehörte er der freisinnigen Fraktion an und setzte sich bis zu seinem Rücktritt elf Jahre später für die Vereinheitlichung des Zollwesens ein. Seine übrigen politischen Ämter im Kanton Glarus übte er bis zu seinem Tod aus.